# San Gregorio nelle Alpi
San Gregorio nelle Alpi är en ort och kommun i provinsen Belluno i regionen Veneto i Italien. Kommunen hade 1 597 invånare (2018).